# Acanthodactylus nilsoni
Acanthodactylus nilsoni е вид влечуго от семейство Гущерови (Lacertidae).

## Разпространение
Видът е разпространен в Иран.